# 와일디
와일디(Wildey)는 와일디 J. 무어(Wildey J. Moore)가 설계한 가스 작동식의 더블/싱글 액션 권총이다. 이 권총은 .45 윈체스터 매그넘과 .475 와일디 매그넘을 포함한 여러 고압의 독점 탄약통을 발사하도록 설계되었다. 현재 윈스테드 (코네티컷주)의 USA 파이어암즈 코퍼레이션-와일디 건즈에서 생산되고 있다.

## 작동 방식
와일디는 사냥용 화기로 특별히 설계되었다. 이 권총은 무어의 독점 탄약통 계열과 관련된 48,000 PSI 이상의 폐쇄기 압력을 견디도록 제작되었다. 와일디는 최초의 가스 작동식 더블 액션 반자동 권총이었다.
와일디는 독특한 단행정 가스 작동 방식을 사용하여, 권총이 9mm 윈체스터 매그넘부터 .475 와일디 매그넘에 이르는 여러 고압 탄약통을 발사할 수 있도록 조정할 수 있다. 무어는 와일디 특허의 가스 시스템을 "총열의 여섯 개의 작은 구멍을 통해 발사 가스로 동력을 얻는 공기-유압 피스톤"으로 설명했으며, "이 피스톤은 슬라이드를 뒤로 밀어 권총의 순환을 시작한다"고 말했다. 와일디의 가스 작동 시스템의 또 다른 장점은 가스 조절 밸브를 수동으로 조절하여 각 탄약 종류에 대한 무겁거나 가벼운 장전을 신뢰성 있게 작동시킬 수 있다는 점이다. 밸브는 총열 바닥에 있는 가스 조절 칼라를 돌려 조절한다. 가스 작동 시스템의 또 다른 장점은 종종 느껴지는 반동을 줄여준다는 것이다.
와일디는 고정 총열, 3개의 돌기가 있는 회전 노리쇠 설계를 사용한다. 노리쇠는 총열 후방 연장부에 잠긴다. 노리쇠는 노리쇠 돌기 중 하나를 통해 슬라이드와 연결된다. 탄약통이 발사되면 피스톤이 슬라이드를 밀어낸다. 후퇴하는 슬라이드는 확장된 노리쇠 돌기를 잡아서 노리쇠가 회전하며 열리게 한다. 사용된 탄약통은 후퇴하는 슬라이드의 탄피 배출구를 통해 노리쇠에 의해 배출된다. 고정 총열 설계는 일부 사람들에게 관절형 총열 설계에 기반한 권총보다 더 높은 정확도를 제공한다고 여겨진다. 와일디는 단발 또는 자동 장전 권총으로 사용될 수 있다.
모든 권총은 환기식, 리브드 총열과 콜트 M1911 설계와 유사하지만 훨씬 더 큰 각진 프레임을 특징으로 한다. 이 권총은 총열 리브에 장착되는 스코프 부착물을 사용할 수 있다. 이 권총은 단열 탄창을 사용한다. 메인 스프링 하우징의 밑면에 위치한 뒤꿈치 장착 탄창 해제 레버를 사용하며, 이는 SIG P210, 발터 TPH, FN 1910과 같은 많은 유럽 총기에서 역사적으로 인기가 있었던 방식이다. 와일디는 프레임에 장착된 자동 재설정 디코킹 레버를 특징으로 하여 해머를 안전하게 떨어뜨린다. 또한 이 권총은 공이 블록, 방아쇠 블록, 반동 공이 등 여러 안전 기능을 포함하고 있다.
와일디는 새로운 총열 어셈블리를 원래 프레임과 슬라이드에 단순히 설치하는 방식으로 구경 및 총열 변환을 허용한다. 구경 및 총열 변환이 이루어질 때마다 권총이 안정적으로 작동하도록 가스 조절기를 조정해야 한다.
스테인리스 스틸은 프레임, 슬라이드, 총열을 포함한 권총의 모든 주요 부품에 사용된다. 이 권총은 서바이버(Survivor), 서바이버 가즈맨(Survivor Guardsman), 헌터(Hunter), 헌터 가즈맨(Hunter Guardsman)의 네 가지 모델로 제공되었다. 서바이버 모델은 밝은 스테인리스 스틸의 고광택 마감으로 출시되었고, 헌터 모델은 무광 마감으로 제공되었다. 가즈맨 모델은 비가즈맨 모델에서 볼 수 있는 둥근 방아쇠 가드 대신 사각 방아쇠 가드를 가지고 있다.

## 변형
와일디 권총은 총열 길이 변경 및 구경 변환과 같은 광범위한 맞춤 옵션을 제공한다. 와일디 F.A.는 총열과 구경 변환이 전체 총열 어셈블리를 교체함으로써 용이해진다고 명시하고 있다. 이 권총은 단일 작동 또는 이중 작동 방아쇠 메커니즘 중 선택이 가능하다.
총열은 현재 8인치(203mm), 10인치(254mm) 또는 12인치(305mm) 길이로 제공된다. 5인치(127mm), 6인치(152mm), 7인치(178mm), 14인치(356mm) 등의 다른 길이는 단종되었다. 총열 교체는 총열 척을 풀어 기존 총열을 교체하고 총열 척을 다시 조이는 방식으로 이루어질 수 있다. 이 권총은 현재 .45 윈체스터 매그넘, .475 와일디 매그넘, .44 오토 매그로 제공된다. 와일디가 이전에 생산했지만 현재 단종된 구경으로는 .45 와일디 매그넘, 9mm 윈체스터 매그넘, .357 와일디 매그넘 (일명 .357 피터빌트), .41 와일디 매그넘 및 .44 와일디 매그넘이 있다. .30 와일디 매그넘과 .50 와일디 매그넘 구경을 언급하는 일부 출처가 있지만, 회사 설명서나 다른 화기 문헌에는 그러한 탄약통이 기재되어 있지 않다.
와일디 F.A.는 오리핀 사격용 핀 건을 제조했는데, 이 총은 회수 시간을 줄여 빠른 연사 사격을 가능하게 하는 5인치(127mm) 보상 총열을 특징으로 한다. 목재 앞몸통과 18인치(457mm) 총열을 특징으로 하는 권총의 실루엣 사격 버전도 출시되었다. 와일디 권총의 카빈 버전도 제공되었는데, 와일디 실루엣 권총과 유사하지만 탈착식 개머리판도 특징으로 했다.
모든 와일디 권총은 조절 가능한 후방 조준기와 탈착식 전방 사이드 블레이드 삽입물 (높고 낮은)을 가지고 있다. 전방 사이드 블레이드는 교환 가능하며 빨강, 주황, 검정 세 가지 색상으로 제공된다. 와일디의 네 가지 구성 중 어떤 것도 분해하거나 재조립하는 데 특별한 도구는 필요하지 않다.

## 생산 현황
창립자 와일디 J. 무어의 건강 문제와 당시 회사 주요 주주와의 일련의 소송으로 인해 워런 (코네티컷주)에 있는 와일디 F.A., Inc.의 화기 제품 생산은 2011년에 중단되었다.
2015년 8월, 코네티컷 주 윈스테드의 USA Firearms Corporation은 와일디 서바이버 모델이 부품 및 탄약과 함께 다시 생산될 것이라고 발표했다. 화기 및 액세서리 생산은 2016년에 시작되었고, 새로운 와일디 서바이버 모델에 대한 고객 주문은 2017년 2월 3일부터 시작되었다.
와일디는 이전에 체셔 (코네티컷주)와 뉴 밀포드 (코네티컷주)에 생산 기지를 가지고 있었다.

## 대중문화
이 총기는 찰스 브론슨 주연 영화 데스 위시 3의 많은 장면에 필수적으로 등장했다. 실제로는 브론슨의 개인 권총이었는데, 10인치, 브러시드 스테인리스 마감이었다. 이 권총의 등장은 와일디의 판매량을 급증시켜 회사를 거의 파산 직전에서 구해냈다고 평가받는다. 창립자 와일디 J. 무어는 데스 위시 3가 케이블 TV에서 방영될 때마다 판매량이 급증한다고 말했다. 와일디는 2021년 비디오 게임 바이오하자드 빌리지에서도 S.T.A.K.E.로 등장한다.
와일디는 또한 영국 작가 앤디 맥더모트의 소설 시리즈 중 일부에서 고고학자 니나 와일디와 그녀의 전직 SAS 대원이자 남편인 에디 체이스가 등장하는 여러 소설에도 등장한다. 이 권총은 UN을 위한 그들의 많은 고고학 탐험에서 체이스의 주된 권총이었다.
와일디는 1994년 영화 올리버 스톤의 킬러에서도 두드러지게 등장했는데, 주인공 미키 녹스가 영화 전반에 걸쳐 사용한다.

## 같이 보기
- 권총 탄약통 목록
- 소총 탄약통 목록
- 사격 경기